# Carl Jensenius
Carl Jensenius, född den 28 januari 1726 på Vemmetofte, död den 3 november 1795, var en dansk läkare, son till hovpredikanten, magister Jens Jensenius och Margrethe Pedersdatter. Hans hustru var Mette Kirstine Grønnegaard. En dotter blev gift med Andreas Lous.
Bägge föräldrarna dog mycket tidigt, och sonen blev uppfostrad först på prinsessan Sophie Hedevigs och senare på drottning Sophie Magdalenes bekostnad. Han gick i Köpenhamns och Aalborgs lärda skolor och dimitterades från den sistnämnda 1745. Han visade tidigt livligt och allsidigt vetenskapligt intresse och litterär begåvning, men samtidigt en viss ostadighet, som också gav sig till känna i hans senare liv. Under de första studieåren kastade han sig under Hans Grams vägledning över filologi och historia, senare särskilt över naturvetenskap och medicin. 
År 1749 blev han alumn på Borchs Kollegium, där han debuterade med att behandla den danska medicinens historia i en disputation; men sitt löfte om arbetets fortsättning höll han inte. Som en mycket arbetsduglig ung man blev han 1753 vald till sekreterare för Collegium medicum, vars affärer tidigare hade skötts tämligen slarvigt. Han utförde också sitt nya uppdrag för någon tid med energi, kastade sig samtidigt över försök med nya botemedel, som dök upp, således elektricitetskurer, till vars utförande han fick kungligt understöd, och koppinokulation. 
År 1754 blev han på grund av sitt botaniska kunnande utnämnd till kunglig vicebotaniker som vikarie för Oeder under dennes resa. År 1755 disputerade han för den medicinska doktorsgraden och påbörjade samtidigt en översättning av en känd tysk populär läkarbok av Weisbach, som representerade en närmast extrem pietistisk medicin; detta inte särskilt förtjänstfulla arbete drog han sig dock hastigt igen tillbaka från. Vid Frederiks Hospitals upprättande 1757 blev han, som helt visst stod i gunst hos A. G. Moltke, dess övermedikus och publicerade flitiga meddelanden från sjukhuset i Mercure Danois, men lämnade redan 1761 posten. I några år var han läkare vid Opfostringshuset. 
I all sin ostadighet bibehöll han dock intresset för koppinokulationen, medverkade i kommissionen till upprättandet av den stora ympningsanstalten under Struensee och hade den medicinska tillsynen över denna, så länge den bestod (1770-83). 1768 blev han hovmedikus och justitieråd, 1775 fick han titeln livläkare med etatsråds rang. Vid sin död efterlämnade han en betydande förmögenhet. Manuskriptet till ett stort läkarvetenskapligt verk, en pyretologi, som han skall ha arbetat på under ett antal år, och som för övrigt slöt sig till hans dissertation till promotionen, gick förlorat, då hans bostad brann i den stora eldsvådan kort före hans död.